# Matt Lapinskas
Matt Lapinskas es un actor inglés, más conocido por haber interpretado a Anthony Moon en EastEnders.

## Biografía
Es hijo de John Lapinskas y Teresa Merecki. Tiene un hermano mayor llamado Jonathan Kieran Lapinskas. Se entrenó en el Italia Conti Theatre School del 2007 al 2010.
Es muy buen amigo del actor Tony Discipline.
En septiembre del 2011 comenzó a salir con la actriz Shona McGarty, sin embargo la relación terminó en el 2013.
Desde el 2013 sale con la patinadora profesional canadiense Brianne Delcourt.

## Carrera
El 25 de julio de 2011 consiguió su primer papel importante en la televisión cuando se unió al elenco de la exitosa serie británica EastEnders donde interpretó a Anthony Moon hasta el 30 de agosto de 2012, el más grande de los hijo de Eddie Moon, hermano de Tyler y Michael Moon, y primo de Alf Moon. luego de que su personaje decidiera irse de Walford al perder todo su dinero mientras jugaba cartas contra Derek Branning.
Ese mismo año interpretó a Anthony en el spin-off de la serie, llamada EastEnders: E20.
En el 2013 Matt participó en la octava temporada del programa de patinaje Dancing On Ice su pareja fue la patinadora profesional Brianne Delcourt y quedaron en segundo lugar.

## Filmografía
Televisión
| Año         | Título          | Papel        | Notas         |
| ----------- | --------------- | ------------ | ------------- |
| 2011 - 2012 | EastEnders      | Anthony Moon | 102 episodios |
| 2011        | EastEnders: E20 | Anthony Moon | spin-off      |

Películas
| Año | Título       |
| --- | ------------ |
| -   | I Want Candy |

Apariciones
| Año  | Programa       | Notas                     |
| ---- | -------------- | ------------------------- |
| 2013 | Dancing On Ice | 9 episodios - concursante |